# Antonín Marek

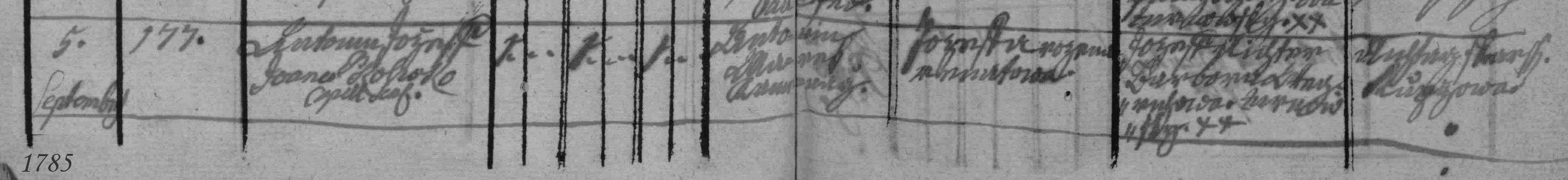
matriční zápis o narození a křtu Antonína Marka (matrika N index N 1784-1794 Turnov (SOA Zámrsk))

Antonín Marek, zvaný libuňský jemnostpán, známý také pod pseudonymem Bolemír Izborský, (5. září 1785, Turnov – 15. února 1877, Praha) byl český římskokatolický kněz, čestný kanovník litoměřické kapituly, básník, překladatel a jazykovědec.

## Život

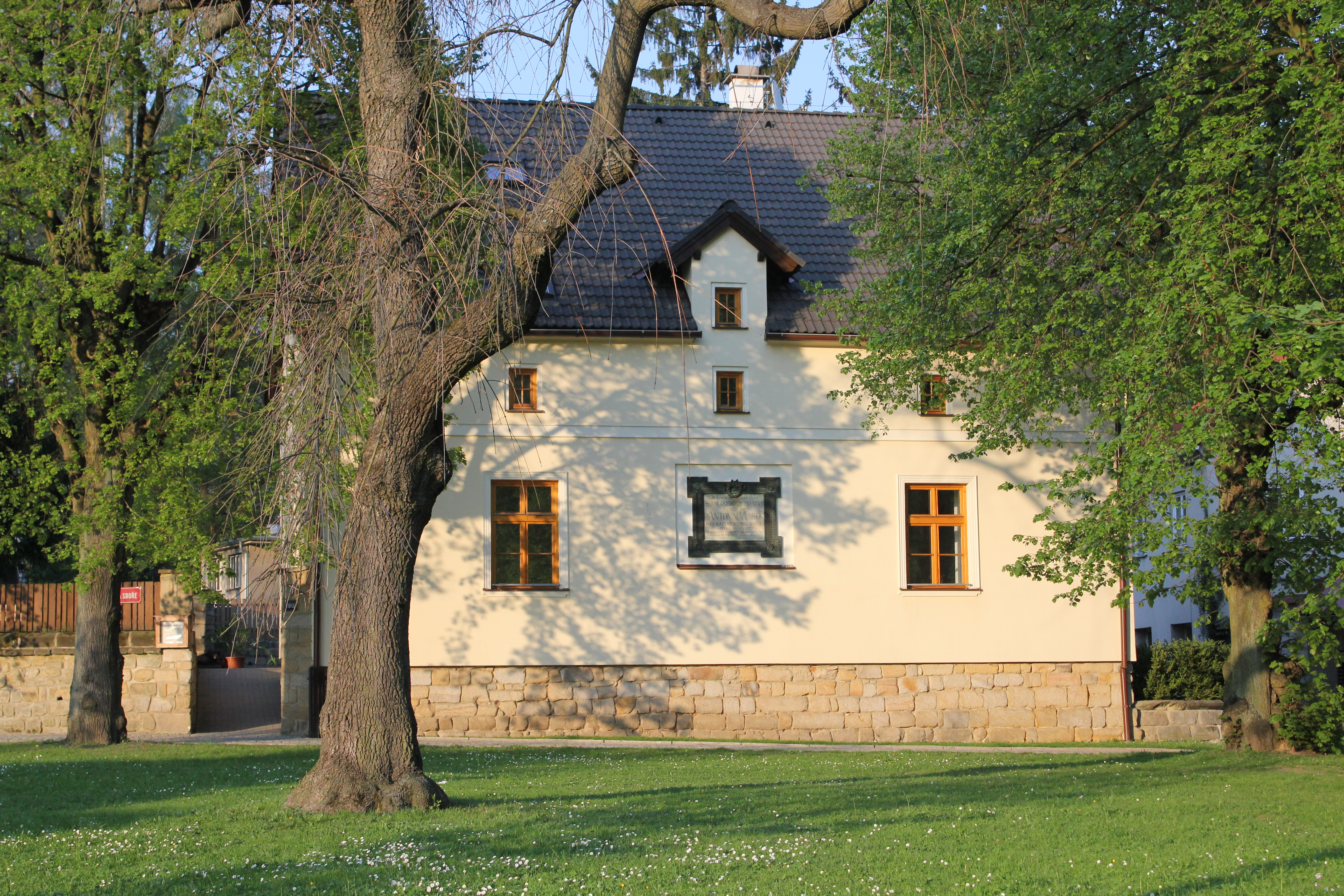
Rodný dům Antonína Marka v Turnově

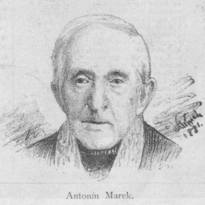
Antonín Marek na kresbě Jana Vilímka

Narodil se v Turnově v rodině kamenářů. V jedenácti letech jej rodiče poslali na studia do cisterciáckého kláštera v Křesoboru (Grüssau, Krzeszów) v dnešním Polsku. Roku 1800 mu zemřel otec a on pokračoval ve studiích v Praze. V letech 1804–1808 studoval v Litoměřicích teologii. Zde se seznámil s Josefem Jungmannem a stali se celoživotními přáteli. Jungmannovi se bystrý mladík zalíbil a brzy jej zapojil do své vědecké činnosti. Marek se na Jungmannových projektech podílel od roku 1807. V předmluvách ke svému Slovníku česko-německému vyzdvihuje Jungmann Markův přínos; Marek sem dodával nová vhodná slova.
Po svém vysvěcení (1808) působil na několika místech jako kněz. Prvním místem byly Rožďalovice, kde rok kaplanoval, pak vystřídal Libuň, Tatobity a Hrubou Skálu, 1820 se stal farářem v Týně u Rovenska pod Troskami a roku 1823 se vrací do Libuně, kde zůstal až do roku 1876. Libuňská fara se stala jedním z center obrozeneckého života v kraji mezi Jičínem a Turnovem.
Své všeslovanské přesvědčení vyjádřil např. roku 1833 ve stati Slovan, kde vidí pro budoucnost národa spojení s Rusy a Poláky. Jako básník se stal předchůdcem Jana Kollára, když vyjadřoval obavu o osud českého národa. Překládal např. Schillera, Ovidia, 1823 uveřejnil překlad divadelní hry Omylové od W. Shakespeara. Mnoho děl, hlavně etnografických, přeložil z ruštiny.
Vytvořil řadu dnes běžných českých slov, u jiných společně s Josefem Jungmannem upravovali jejich pravopis. Vrcholem jeho jazykovědného díla je Logika neboli Umnice (1820, přepracována 1844). Zde vytvořil kompletní české filozofické vědecké názvosloví, které z velké části přetrvalo dodnes, např. věda, předmět, obsah, rozsah, druh, názor, domněnka.
V Libuni pořádal pravidelné nedělní schůzky s lidmi z vesnice a okolí, které seznamoval s novými událostmi i s poznatky z hospodářského života a vědy. V letech 1844–1858 byl školním dozorcem a školství na Turnovsku pozvedl na vysokou úroveň. Učitele především vzdělával, kladl důraz na užívání pomůcek (glóbusy). Snažil se zavádět na školách latinku místo používaného kurentu. Významně se zasloužil o založení druhé nejstarší knihovny v Čechách v Turnově, rozšířil knihovnu na faře v Libuni.
Na konci září 1876 odjel na odpočinek do Prahy, kde po pár měsících zemřel. Je pochován na Vyšehradě a náhrobek zdobí od 1934 busta od Josefa Drahoňovského.

## Dílo

### Poezie
- Má vlasť (1807) - první publikovaná báseň v časomíře
- Marek Jungmannovi (1814, 1820) - Soubor vlasteneckých básní, stylizovaných jako básnické dopisy Josefu Jungmannovi. Vyjadřuje v nich naději na obrození Slovanů. Dílo je pokládáno za jakéhosi předchůdce Kollárovy Slávy dcery.
- Píseň k pokoji – báseň

### Hymny
- Prosba k Bohu v nouzi nynější
- Píseň za ourodu

### Ódy
- Na Trosky

### Elegie
- U hrobu Fortunata Durycha
- Na hřbitově
- U hrobu mateře

### Filozofická díla
- Logika nebo umnice (1820)
- Základní filosofie. Logika. Metafysika (1844) – první filozofické dílo v češtině